# چمپین، آلبرتا
چمپین، آلبرتا (به انگلیسی: Champion, Alberta) یک منطقهٔ مسکونی در کانادا است که در آلبرتا واقع شده‌است. چمپین ۳۱۷ نفر جمعیت دارد و ۹۶۰ متر بالاتر از سطح دریا واقع شده‌است.